# Zorzines consentanea
Zorzines consentanea är en fjärilsart som beskrevs av Sato 1992. Zorzines consentanea ingår i släktet Zorzines och familjen nattflyn. Inga underarter finns listade i Catalogue of Life.